# Hésingue
Hésingue település Franciaországban, Haut-Rhin megyében. Lakosainak száma 2902 fő (2022. január 1.). Hésingue Saint-Louis, Blotzheim, Attenschwiller, Hégenheim, Buschwiller és Michelbach-le-Bas községekkel határos.

## Népesség
A település népességének változása:
| Lakosok száma | 2578 | 2660 | 2750 | 2719 | 2745 | 2770 | 2804 | 2859 | 2902 |
|               | 2013 | 2015 | 2016 | 2017 | 2018 | 2019 | 2020 | 2021 | 2022 |